# Marieme Helie Lucas
Marieme Helie Lucas (Argel, 1939) es una socióloga y activista por los derechos de la mujer y el laicismo argelina. Ha ocupado puestos de liderazgo en organizaciones dedicadas a los derechos humanos desde la década de 1980.

## Biografía
Nacida en una familia con una  tradición importante de activismo político. El despertar de su consciencia social fue fuertemente influido por el periodo de descolonización de Argelia y los retos para los derechos de la mujer que surgieron a partir del retorno del fundamentalismo religioso. En 1984 dejó su trabajo como profesora e investigadora sobre derechos humanos en una universidad para fundar la organización Women Living Under Muslim Laws (Mujeres viviendo bajo leyes musulmanas) y convertirse en su primera coordinadora internacional. También es miembro fundador de Women Human Rights Defenders Coalition (Coalición de defensoras de los derechos humanos).
Fue cofundadora de Secularism is a Women's Issue (El laicismo es una problemática femenina)  en el 2006. La organización aboga por la existencia de sistemas legales paralelos para individuos que adhieran a comunidades de fe específicas, por ejemplo cortes que apliquen la sharia, argumentando que tales sistemas pueden ser perjudiciales para los derechos de la mujer. Este grupo también colecta y distribuye información sobre el estado de los partidarios de laicismo y los ateos en el mundo islámico. También aboga por el laicismo en Europa.   

## Intereses actuales
Lucas está interesada en cómo las sociedades europeas responden al fundamentalismo religioso y al surgimiento de movimientos xenófobos. Comparando la teocracia (la ley inmutable revelada por Dios) con la democracia (la evolución de las leyes a partir de las decisiones de las personas), argumenta que cualquier ley basada en la religión es por naturaleza antidemocrática.
Los debates alrededor de la inmigración en Europa agrega una dimensión compleja al debate. Lucas declaró que "desafortunadamente, la izquierda europea, que debería ser nuestra aliada natural, todavía no entendió que no debería aliarse con fundamentalistas islámicos a fin de contrarrestar a los partidos de derecha tradicionales..."

## Publicaciones
- Lucas, Marieme Hélie, ed. (2011). La lucha por el laicismo en Europa y América del Norte: Las mujeres descendientes de inmigrantes frente al ascenso del fundamentalismo Archivado el 5 de octubre de 2015 en Wayback Machine., Londres: Woman Living Under Muslim Laws. ISBN 978-1907024221. En inglés.
- Lucas, Marieme Helie (2018). Los derechos de la mujer, el laicismo y la herencia colonial. Canadian Woman Studies 33 (1–2): 85–98. En inglés.